# Марцел Вендриховський
Марцел Вендриховський (пол. Marcel Wędrychowski, нар. 13 січня 2002, Щецин, Польща) — польський футболіст, півзахисник клубу «Погонь» (Щецин). На правах оренди грає за клуб «Гурник» (Ленчна).

## Клубна кар'ра
Марцел Вендриховський народився у Щецині і є вихованцем місцевого клубу «Погонь», де він починав грати у молодіжній команді у 2014 році. З 2018 року футболіста почали залучати до тренувань з основним складом. Влітку 2021 року Вендриховський у складі «Погоні» брав участь у турнірі Ліга конференцій.
Перед початком сезону 2021/22 Марцел Вендриховський для набору ігрової практики відправився в річну оренду у клуб «Гурник» Ленчна.

## Збірна
З 2018 року Марцел Вендриховський захищав кольори юнацьких збірних Польщі різних вікових категорій. У 2021 році у відборі до молодіжного Євро Вендриховський дебютував у складі молодіжної збірної Польщі.